# 溫納 (明尼蘇達州)
溫納（英語：Winner）是位於美國明尼蘇達州羅索縣的一個鬼鎮。

## 歷史
溫納的郵局於1913年成立，其後於1937年停運。

## 地理
溫納所處的海拔為高於海平面377米（即1237英呎），而該地所採用的時區為UTC-6，即北美中部時區（CST）。同時該地設有夏令時間，為UTC-6調快一小時，即UTC-5（CDT）。